# Gran Premio de Cataluña de Motociclismo de 2003
El Gran Premio de Cataluña de Motociclismo de 2003 fue la sexta prueba del Campeonato del Mundo de Motociclismo de 2003. Tuvo lugar en el fin de semana del 13 al 15 de junio de 2003 en el Circuito de Barcelona-Cataluña, situado en Montmeló, España. La carrera de MotoGP fue ganada por Loris Capirossi, seguido de Valentino Rossi y Sete Gibernau. Randy de Puniet ganó la prueba de 250cc, por delante de Fonsi Nieto y Anthony West. La carrera de 125cc fue ganada por Dani Pedrosa, Thomas Lüthi fue segundo y Alex de Angelis tercero.

## Resultados MotoGP
| Pos | Piloto            | Constructor | Tiempo/Retirado | Parrilla | Puntos |
| --- | ----------------- | ----------- | --------------- | -------- | ------ |
| 1   | Loris Capirossi   | Ducati      | 44:21.758       | 2        | 25     |
| 2   | Valentino Rossi   | Honda       | +3.075          | 1        | 20     |
| 3   | Sete Gibernau     | Honda       | +4.344          | 4        | 16     |
| 4   | Carlos Checa      | Yamaha      | +4.935          | 8        | 13     |
| 5   | Shinya Nakano     | Yamaha      | +5.003          | 6        | 11     |
| 6   | Tohru Ukawa       | Honda       | +20.587         | 11       | 10     |
| 7   | Makoto Tamada     | Honda       | +22.982         | 10       | 9      |
| 8   | Alex Barros       | Yamaha      | +24.989         | 5        | 8      |
| 9   | Nicky Hayden      | Honda       | +27.159         | 18       | 7      |
| 10  | Troy Bayliss      | Ducati      | +30.376         | 12       | 6      |
| 11  | Ryuichi Kiyonari  | Honda       | +33.193         | 20       | 5      |
| 12  | Noriyuki Haga     | Aprilia     | +40.443         | 15       | 4      |
| 13  | Marco Melandri    | Yamaha      | +40.445         | 14       | 3      |
| 14  | Max Biaggi        | Honda       | +42.325         | 9        | 2      |
| 15  | John Hopkins      | Suzuki      | +48.659         | 13       | 1      |
| 16  | Nobuatsu Aoki     | Proton      | +1:04.721       | 21       |        |
| 17  | Garry McCoy       | Kawasaki    | +1:36.914       | 19       |        |
| Ret | Olivier Jacque    | Yamaha      | Retirado        | 3        |        |
| Ret | Colin Edwards     | Aprilia     | Retirado        | 7        |        |
| Ret | Akira Yanagawa    | Kawasaki    | Retirado        | 16       |        |
| Ret | Andrew Pitt       | Kawasaki    | Retirado        | 22       |        |
| Ret | Jeremy McWilliams | Proton      | Retirado        | 17       |        |

## Resultados 250cc
| Pos | Piloto           | Constructor | Tiempo/Retirado | Parrilla | Puntos |
| --- | ---------------- | ----------- | --------------- | -------- | ------ |
| 1   | Randy de Puniet  | Aprilia     | 41:59.893       | 1        | 25     |
| 2   | Fonsi Nieto      | Aprilia     | +0.244          | 6        | 20     |
| 3   | Anthony West     | Aprilia     | +2.641          | 9        | 16     |
| 4   | Toni Elías       | Aprilia     | +4.329          | 3        | 13     |
| 5   | Naoki Matsudo    | Yamaha      | +7.896          | 7        | 11     |
| 6   | Franco Battaini  | Aprilia     | +11.432         | 4        | 10     |
| 7   | Sebastián Porto  | Honda       | +11.883         | 5        | 9      |
| 8   | Sylvain Guintoli | Aprilia     | +15.761         | 10       | 8      |
| 9   | Roberto Rolfo    | Honda       | +24.270         | 8        | 7      |
| 10  | Joan Olivé       | Aprilia     | +29.370         | 14       | 6      |
| 11  | Alex Debón       | Honda       | +32.091         | 17       | 5      |
| 12  | Klaus Nohles     | Aprilia     | +34.948         | 12       | 4      |
| 13  | Johann Stigefelt | Aprilia     | +44.259         | 13       | 3      |
| 14  | Erwan Nigon      | Aprilia     | +46.384         | 15       | 2      |
| 15  | Christian Gemmel | Honda       | +59.767         | 19       | 1      |
| 16  | Lukáš Pešek      | Yamaha      | +1:36.297       | 22       |        |
| 17  | Katja Poensgen   | Honda       | +1 vuelta       | 26       |        |
| 18  | Henk vd Lagemaat | Honda       | +1 vuelta       | 24       |        |
| Ret | Jakub Smrž       | Honda       | Retirado        | 21       |        |
| Ret | Manuel Poggiali  | Aprilia     | Retirado        | 2        |        |
| Ret | Alex Baldolini   | Aprilia     | Retirado        | 23       |        |
| Ret | Héctor Faubel    | Aprilia     | Retirado        | 16       |        |
| Ret | Cristophe Rastel | Honda       | Retirado        | 27       |        |
| Ret | Hugo Marchand    | Aprilia     | Retirado        | 11       |        |
| Ret | Chaz Davies      | Aprilia     | Retirado        | 20       |        |
| Ret | Eric Bataille    | Honda       | Retirado        | 18       |        |

## Resultados 125cc
| Pos | Piloto            | Constructor | Tiempo/Retirado | Parrilla | Puntos |
| --- | ----------------- | ----------- | --------------- | -------- | ------ |
| 1   | Dani Pedrosa      | Honda       | 41:16.672       | 6        | 25     |
| 2   | Thomas Lüthi      | Honda       | +0.137          | 14       | 20     |
| 3   | Alex de Angelis   | Aprilia     | +0.315          | 5        | 16     |
| 4   | Steve Jenkner     | Aprilia     | +1.589          | 8        | 13     |
| 5   | Stefano Perugini  | Aprilia     | +19.874         | 9        | 11     |
| 6   | Jorge Lorenzo     | Derbi       | +22.560         | 11       | 10     |
| 7   | Mika Kallio       | Honda       | +22.647         | 19       | 9      |
| 8   | Gino Borsoi       | Aprilia     | +22.856         | 18       | 8      |
| 9   | Gábor Talmácsi    | Aprilia     | +22.916         | 12       | 7      |
| 10  | Roberto Locatelli | KTM         | +23.415         | 23       | 6      |
| 11  | Gioele Pellino    | Aprilia     | +31.815         | 13       | 5      |
| 12  | Mirko Giansanti   | Aprilia     | +34.948         | 20       | 4      |
| 13  | Mike Di Meglio    | Aprilia     | +40.938         | 15       | 3      |
| 14  | Arnaud Vincent    | KTM         | +41.163         | 17       | 2      |
| 15  | Simone Corsi      | Honda       | +41.405         | 16       | 1      |
| 16  | Marco Simoncelli  | Aprilia     | +41.888         | 22       |        |
| 17  | Pablo Nieto       | Aprilia     | +51.330         | 1        |        |
| 18  | Andrea Ballerini  | Gilera      | +51.993         | 26       |        |
| 19  | Fabrizio Lai      | Malaguti    | +52.289         | 21       |        |
| 20  | Imre Tóth         | Honda       | +54.364         | 30       |        |
| 21  | Max Sabbatani     | Aprilia     | +1:08.127       | 33       |        |
| 22  | Masao Azuma       | Honda       | +1:09.768       | 24       |        |
| 23  | Sergio Gadea      | Aprilia     | +1:22.794       | 27       |        |
| 24  | Julián Simón      | Malaguti    | +1:22.672       | 28       |        |
| 25  | Jordi Carchano    | Honda       | +1:40.507       | 35       |        |
| 26  | Peter Lenart      | Honda       | +1:40.604       | 36       |        |
| 27  | Leon Camier       | Honda       | +1:40.730       | 32       |        |
| 28  | Álvaro Bautista   | Aprilia     | +5 vueltas      | 29       |        |
| Ret | Héctor Barberá    | Aprilia     | Retirado        | 4        |        |
| Ret | Andrea Dovizioso  | Honda       | Retirado        | 2        |        |
| Ret | David Bonache     | Aprilia     | Retirado        | 31       |        |
| Ret | Lucio Cecchinello | Aprilia     | Retirado        | 3        |        |
| Ret | Youichi Ui        | Aprilia     | Retirado        | 7        |        |
| Ret | Emilio Alzamora   | Derbi       | Retirado        | 25       |        |
| Ret | Casey Stoner      | Aprilia     | Retirado        | 10       |        |
| Ret | Chris Martin      | Aprilia     | Retirado        | 34       |        |